# Oxyopes argentosus
Oxyopes argentosus là một loài nhện trong họ Oxyopidae.
Loài này thuộc chi Oxyopes. Oxyopes argentosus được Eugène Simon miêu tả năm 1910.